# Боборыкина, Софья Александровна
Со́фья Алекса́ндровна Боборы́кина (урождённая Зборже́вская; театральный псевдоним Северцо́ва; литературный псевдоним З. Ржевская; 24 декабря 1845, Москва, Российская империя — 9 июля 1925, Лугано, Швейцария) — российский и французский переводчик, прозаик, актриса. Жена писателя и журналиста Петра Боборыкина.

## Биография
Родилась 24 декабря 1845 года в Москве. Девичья фамилия Зборжевская.
В 1864—1865 годах училась музыке в Дрездене. В 1866—1869 годах жила в Париже, где в 1869 году дебютировала как актриса в театре «Водевиль» (Vaudeville). В 1870 году играла с французской труппой в Италии и Вене. В 1871 году была принята в труппу Александровского театра, в котором выступала под театральным псевдонимом Северцова, но, выйдя замуж за Петра Боборыкина, оставила сцену.
П. Д. Боборыкин так вспоминает о знакомстве со своей будущей женой:

В самом начале театрального сезона 1869–1870 года в «Водевиле» дебютировала молодая артистка, по газетным слухам — русская, если не грузинская княжна, готовившая себя к сцене в Париже. Она взяла себе псевдоним «Дельнор». Я с ней нигде перед тем не встречался, и перед тем, как идти смотреть её в новой пьесе «Дагмар», я был скорее неприязненно настроен против этой русской барышни и её решимости выступить сразу в новой пьесе и в заглавной роли в одном из лучших жанровых театров Парижа.
Несмотря на её эффектную наружность и то, что она была соотечественница, я разобрал её игру очень строго — даже и к тому, какие она делала погрешности против дикции парижских лучших артистов. Разбор этот вошёл в один из моих очередных двухнедельных фельетонов «С Итальянского бульвара».

И эта м-lle Delnord через два года в Петербурге поступила в труппу Александрийского театра под именем Северцевой, лично познакомилась с «суровым» критиком её парижских дебютов, а ещё через год, в ноябре 1872 года, сделалась его женою и покинула навсегда сцену. И то, что могло в других условиях повести к полному нежеланию когда-либо узнать друг друга — кончилось сближением, которое повело к многолетнему браку, к полному единению во всех испытаниях и радостях совместной жизни.
С начала 1870-х годов сотрудничала с журналом «Отечественные записки», для которого переводила Оноре де Бальзака, Дени Дидро, Альфреда де Мюссе, Октава Мирбо и др.
Перевела на французский язык роман Петра Боборыкина «Полжизни».
Много путешествовала по Франции и Германии. Автор очерков «Французская деревня» (1895) и «Сельские учительницы во Франции» (1903).
Написала несколько небольших повестей, опубликованных в журналах «Живописное обозрение стран света», «Новь», «Театральном журнале», «Артисте». Пользовалась литературным псевдонимом З. Ржевская.
С 1914 года жила с мужем в Швейцарии, после его смерти в 1921 году занималась его литературным наследием. Умерла 9 июля 1925 года в Лугано
Двоюродная прабабушка писательницы, режиссёра и драматурга 
Марианны Яблонской. Яблонская описала историю Софьи и Петра в пьесе «Роль» или «Плюшевая обезьяна в детской кроватке». Также в автобиографической повести Боборыкина «В путь — дорогу» описана семья Зборжевских — Шиповых.